# Viticoltura nella Repubblica Ceca
La viticoltura in Repubblica Ceca ha una tradizione secolare che affonda le sue radici nell'epoca romana ed è oggi in crescita grazie alla qualità sempre maggiore dei suoi vini. Il paese è diviso in due principali regioni vinicole: Moravia, che rappresenta circa il 96% della produzione, e Boemia, più piccola ma con una tradizione storica importante.

## Storia
La viticoltura nella Repubblica Ceca ha origini antiche risalenti probabilmente al II secolo d.C. quando i Romani introdussero la coltivazione della vite nell'area. Tuttavia, lo sviluppo significativo del settore avvenne nel IX secolo sotto il regno della Grande Moravia. Nel XIII secolo gli ordini monastici e la nobiltà contribuirono alla diffusione della coltivazione della vite portando tecniche avanzate di viticoltura.
Il periodo d'oro della viticoltura ceca fu nel XIV secolo durante il regno di Carlo IV che promosse la piantumazione di vigneti e introdusse regolamenti per migliorare la qualità del vino. Tuttavia, la Guerra dei Trent'anni (1618-1648) e le epidemie di fillossera tra il XIX e il XX secolo causarono un declino significativo della produzione.
Nel XX secolo, sotto il regime comunista, la viticoltura fu collettivizzata e orientata alla produzione di massa con una conseguente perdita di qualità. Dopo la caduta del comunismo nel 1989 il settore ha subito una forte trasformazione con investimenti nella qualità e l'adozione di regolamenti simili a quelli dell'Unione Europea. Oggi i vini cechi stanno guadagnando riconoscimento internazionale.

## Clima
Il clima della Repubblica Ceca è continentale, con inverni rigidi ed estati calde. La Moravia, situata più a sud, ha un clima relativamente più mite rispetto alla Boemia permettendo una maturazione più costante delle uve. Le precipitazioni sono moderate e il suolo varia da terreni calcarei e argillosi a suoli più sabbiosi e vulcanici.
Le condizioni climatiche favoriscono la produzione di vini bianchi freschi e aromatici con una buona acidità mentre la produzione di vini rossi è più limitata, anche se in crescita. Negli ultimi anni la viticoltura sostenibile e la produzione di vini naturali stanno guadagnando popolarità.

## Regioni vitivinicole

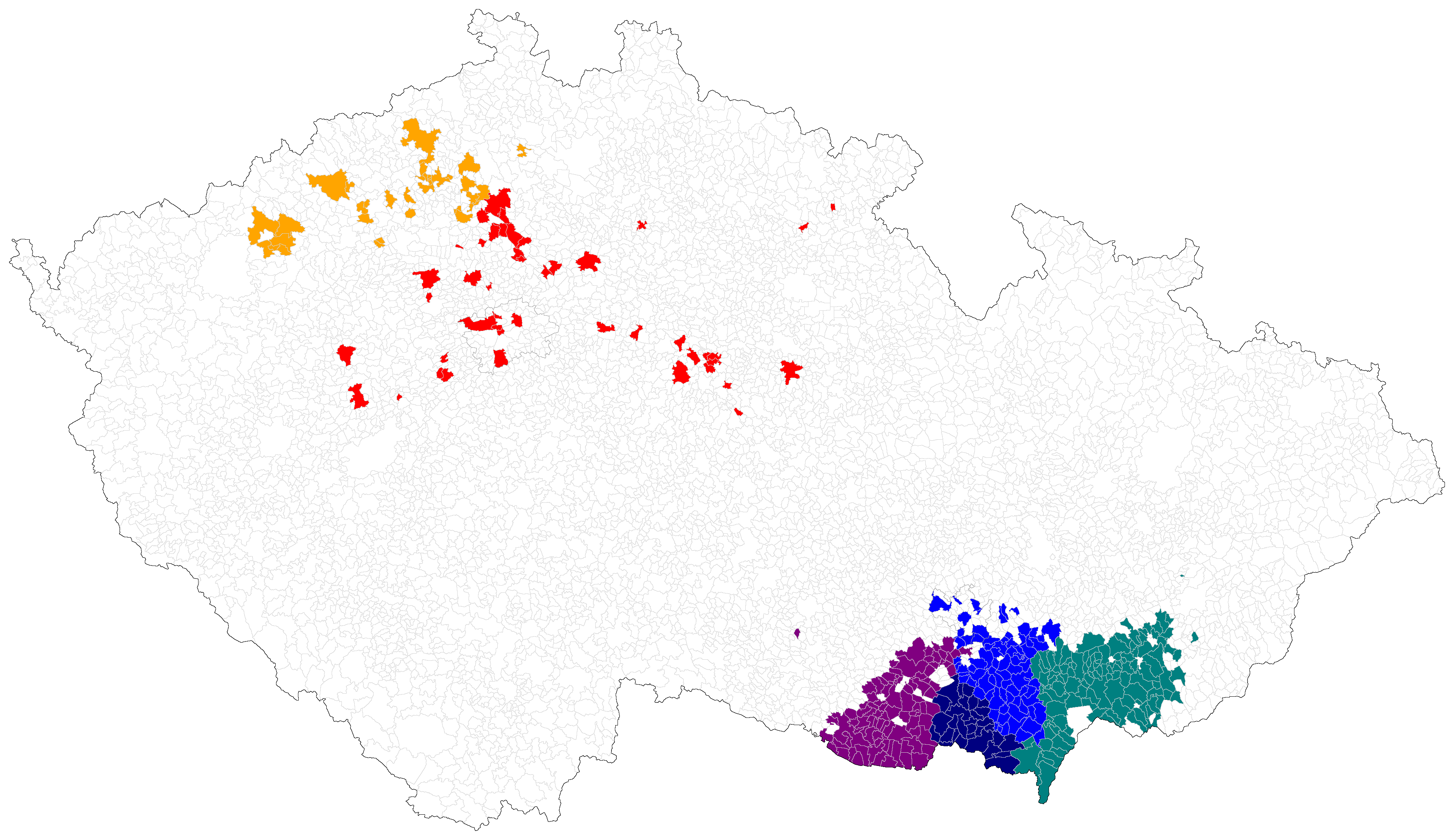
Regioni vitivinicole ceche

La Repubblica Ceca è suddivisa in due principali regioni vinicole:
- Moravia, situata nel sud-est del paese, è la regione più importante per la viticoltura con circa il 96% della produzione totale. Le sottozone principali sono:
  - Znojmo, nota per i vini bianchi aromatici, in particolare da Sauvignon Blanc e Grüner Veltliner[3].
  - Mikulov, famosa per i suoi terreni calcarei, ideali per il Riesling e il Pinot grigio[5]
  - Velké Pavlovice, zona vocata per i vini rossi, in particolare Frankovka (Blaufränkisch) e Saint Laurent[1].
  - Slovácko, caratterizzata da una produzione varia e da un forte legame con le tradizioni locali[4].
- Boemia: situata a nord-ovest, vicino a Praga, rappresenta solo il 4% della produzione vinicola nazionale. Qui si producono principalmente spumanti e vini bianchi leggeri con una tradizione che risale all’epoca medievale. Le sottozone più importanti sono Mělník e Litoměřice[3].

## Vitigni
La viticoltura ceca è dominata dai vini bianchi che rappresentano circa il 70% della produzione. I vitigni più diffusi sono:
- Vitigni bianchi:
  - Müller-Thurgau, uno dei più coltivati, dal profilo aromatico leggero[4].
  - Riesling (Ryzlink rýnský), spesso minerale e longevo.[6]
  - Grüner Veltliner (Veltlínské zelené), molto popolare con note speziate e agrumate[5].
  - Pálava, vitigno autoctono, aromatico, simile al Gewürztraminer[3].
  - Sauvignon Blanc, coltivato in particolare nella zona di Znojmo[4].
- Vitigni rossi:
  - Frankovka (Blaufränkisch), il più diffuso tra i rossi con buona struttura e speziatura[1].
  - Saint Laurent, produce vini intensi e fruttati[5].
  - Blauer Portugieser, leggero e morbido[4].
  - Pinot nero, coltivato in quantità limitate, ma con risultati promettenti[5].

Negli ultimi anni si sta assistendo a una crescente sperimentazione con orange wines, vini naturali e tecniche di macerazione prolungata.

## Vini

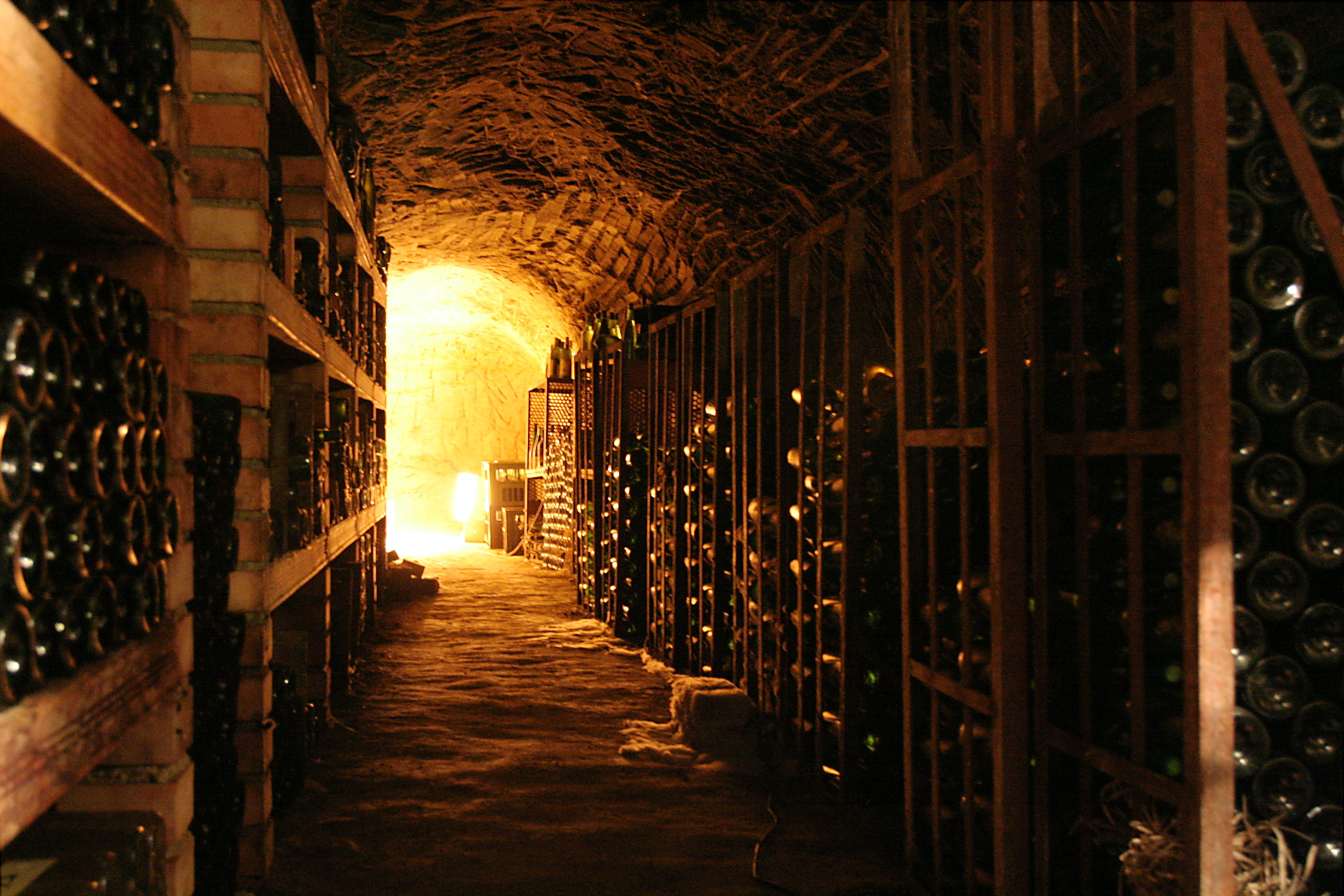
Cantina a Chvalovice, nei pressi di Znojmo

I vini della Repubblica Ceca spaziano da bianchi freschi e minerali a rossi speziati e corposi. Tra i più caratteristici troviamo:
- Vini bianchi secchi e aromatici, spesso con una buona acidità[1].
- Vini rossi leggeri e fruttati, più strutturati in alcune zone della Moravia[3].
- Vini spumanti (Sekt), prodotti con metodo classico e molto apprezzati a livello locale[5].
- Vini dolci e da vendemmia tardiva, come i "Ledové víno" (Ice Wine) e i "Slámové víno" (Straw Wine), realizzati con uve appassite[3].
- Vini naturali e orange wine sempre più diffusi tra i produttori artigianali[4].

## Normative
Il sistema di classificazione dei vini cechi è simile a quello tedesco e austriaco, basandosi sul contenuto zuccherino dell'uva alla vendemmia. Le categorie principali sono:
- Jakostní víno, vino di qualità, equivalente ai vini IGP[3].
- Víno s přívlastkem, vino a denominazione di origine, suddiviso in:
  - Kabinetní víno, da raccolta anticipata e più leggeri[5].
  - Pozdní sběr da vendemmia tardiva con maggiore maturità[3].
  - Výběr z hroznů, con selezione di grappoli maturi[5].
  - Ledové víno, prodotto con uve congelate naturalmente[3].
  - Slámové víno, vino da uve appassite su paglia[3].

Dal 2004 la Repubblica Ceca è parte dell’Unione Europea e segue le normative vitivinicole comunitarie sebbene continui a mantenere il proprio sistema tradizionale di classificazione.